# MUSIC GARAGE from NTP-ark
『MUSIC GARAGE from NTP-ark』（ミュージック・ガレージ フロム エヌティーパーク）は、2015年12月1日から2020年3月31日の間、Radio NEOで放送されていたラジオ番組。

## 概要
平日18時（放送開始当初は19時から）からイオンモール常滑にあるNTP-arkのサテライトスタジオで公開生放送されている番組。各日ごとにメッセージテーマを設けるが、メールだけでなく、来場者からも受け付けている。写真撮影は認められている。
基本的にはNTP-arkからの公開生放送だが、台風等の天候不良等や機材トラブルなどが発生した場合は、Radio NEOの本社スタジオからの放送に変更となる。その場合はTwitter・番組ブログで事前に報告される。

## 放送時間
| 期間                          | 放送時間（JST）           |
| ----------------------------- | ------------------------- |
| 2015年12月1日 - 2017年11月3日 | 月曜 - 金曜 19:00 - 20:00 |
| 2017年11月6日 - 2020年3月31日 | 月曜 - 金曜 18:00 - 20:00 |

## パーソナリティ

### 2019年12月30日以降
- ユージ （月曜担当、2019年12月30日 - ）
- 行天貴之 （火曜担当、2019年12月31日 -）
- 水城あやの（水曜担当、2020年1月1日 -　）
- 後藤理沙子（木曜担当、2020年　1月2日 - ）
- 佐野瑛厘（金曜担当、2015年12月1日[2] - ）[注 1]

### 過去
- 酒井エレナ（水曜・木曜担当、2015年12月2日 - 2016年5月26日[4]）
- MADOKA（水曜担当、2015年12月4日 - 2017年8月30日[5]）[注 2]
- 大前亮将（月曜担当、2017年2月28日 - 2019年12月23日）[注 3]
- 池岡星香 （火曜担当、2018年4月3日[6] - 2019年12月24日）
- 倉持明日香（水曜担当、2017年9月6日[7] - 2019年12月25日）
- 三上真史（木曜担当、2017年3月2日 - 2019年12月26日）[注 4]

## コーナー
- オープニング（18:00頃）
- Evening News（18:15頃）
  - 2時間に拡大されたことで新設。今日1日のニュースをDJの視点で読んでいく。
- Go For A Drive（18:30頃）
  - 名古屋トヨペットが運営しているということで自動車の安全運転情報をDJから伝える。
- 日替わりコーナー1（18:40頃）
  - 2時間に拡大されたことで新設された。
- 日替わりコーナー2（19:45頃）
  - Artist Link（月曜日）
    - 佐野がこれまで会ってきたアーティストの裏話を話す。

  - 大前さん、それやってみて（火曜日）
    - 大前がリスナーからの無茶ぶりに応える。

  - 助手席トーク（水曜日）
    - 倉持があることについて助手席に座った感じで話す。

  - 男と女のフリートーク（木曜日）
    - 男女間のジョークトークのコーナー。開始前に三上が吐息を交えながら自己紹介する。最後は「君は薔薇より美しい…」で締める。

  - Music Quiz（金曜日）
    - 18時台に2曲同時に流して何の曲もしくは1曲を誰と誰が歌っているかを当てる（正解発表は45分頃）。比較的易しい時はアーティスト名、曲名両方答えないといけない。
- エンディング（19:55頃）

## エピソード
2016年10月17日の放送では、NTP-arkと本社の回線トラブルが原因で19時11分～12分頃・19時18分～19分頃・19時20分～29分頃に音声が流れないという放送事故があった。CMを除く全てが自動送出のフィラー音源で穴埋めされていたが、その事にはNTP-arkに居る佐野・スタッフ・来場者は全く気づかず、リスナーからの報告で発覚するまで途中までは通常進行されていた。
2017年8月17日の放送終了後、他曜日担当のパーソナリティ全員がスタジオに訪れた。その日の三上のツイッターに集合写真がアップロードされている。リニューアル後としては、この日が初めて全員そろった回でもあった。
2019年8月15日は台風10号の影響で、スタジオでの放送に変更で、三上が来れなかったため、大前とデラスキッパーズが代理。